# Teresa Lebel
Teresa Lebel ( 1974 - ) es una botánica, y micóloga australiana. Ha trabajado extensamente en la taxonomía, sistemática y biogeografía de los hongos australianos indígenas y trufas agáricos relacionadas, e interacciones entre hongos, animales y plantas. Esas interacciones complejas incluyen micofagia (por los mamíferos e insectos), efectos de perturbación, como tala o fuego, y macrohongos, y la diversidad y estructura de la comunidad; hongos ectomicorrícicos, y las interacciones de los microhongos.
En 1998 defendió su tesis en la Universidad Estatal de Oregon: The sequestrate Russulaceae of Australia and New Zealand (880 pp.), como disertación del Ph.D..

## Algunas publicaciones
- Catcheside, P.; Lebel, T. 2009. The truffle genus Cribbea (Physalacriaceae, Agaricales) in Australia. Australian Systematic Botany 22, 39–55
- Tedersoo, L., Gates, G., Dunk, C.W., Lebel, T., May, T.W., Kõljalg, U., Jairus, T. 2009. Establishment of ectomycorrhizal fungal community on Nothofagus cunninghamii seedlings regenerating on dead wood in Australian wet temperate forests: does fruit-body type matter?. Mycorrhiza 19, 403–416
- Beckmann, K, Lebel, T., Milne J. 2008. Curiosity Cabinet, Royal Botanic Gardens Melbourne, South Yarra
- Murphy, D.J., Lebel, T. 2008. Acacia special issue. Ed. Royal Botanic Gardens, Melbourne. 95 pp.
- Trappe, J.M., Bougher, N.L., Castellano, M.A., Claridge, A.W., Gates, G.M., Lebel, T., Ratkowsky, D.A. 2008. A preliminary census of the macrofungi of Mt Wellington, Tasmania – the sequestrate species. Papers and Proceedings of the Royal Society of Tasmania 142, 85–95
- Lebel, T., Tonkin, J.E. 2007. Australasian species of Macowanites are sequestrate species of Russula (Russulaceae, Basidiomycota). Australian Systematic Botany 20, 355–381

### Capítulos de libros
- Camacho F.J., Otting N., Lebel, T. 1997. Preliminary fungal and bryophyte species list of McDonald-Dunn Research Forest. En T. Kaye, A. Liston, R. Love, D. Luoma, R. Meinke, M.V. Wilson (eds.), Conservation and Management of Oregon's Native Flora, pp. 240– 255. Native Plant Society of Oregon, Corvallis

## Honores
- Miembro honorario en el National Herbarium Campus, Royal Botanical Gardens de Australia

- La abreviatura «T.Lebel» se emplea para indicar a Teresa Lebel como autoridad en la descripción y clasificación científica de los vegetales.[1]